# Distretto di Nukata
Il distretto di Nukata (額田郡?, Nukata-gun) è uno dei distretti della prefettura di Aichi, in Giappone.
Attualmente fa parte del distretto solo il comune di Kōta.
| Controllo di autorità | VIAF (EN) 251469740 · NDL (EN, JA) 00405321 |